# North Wildwood
North Wildwood est une ville située dans le comté de Cape May, dans l'État du New Jersey, aux États-Unis.

## Galerie

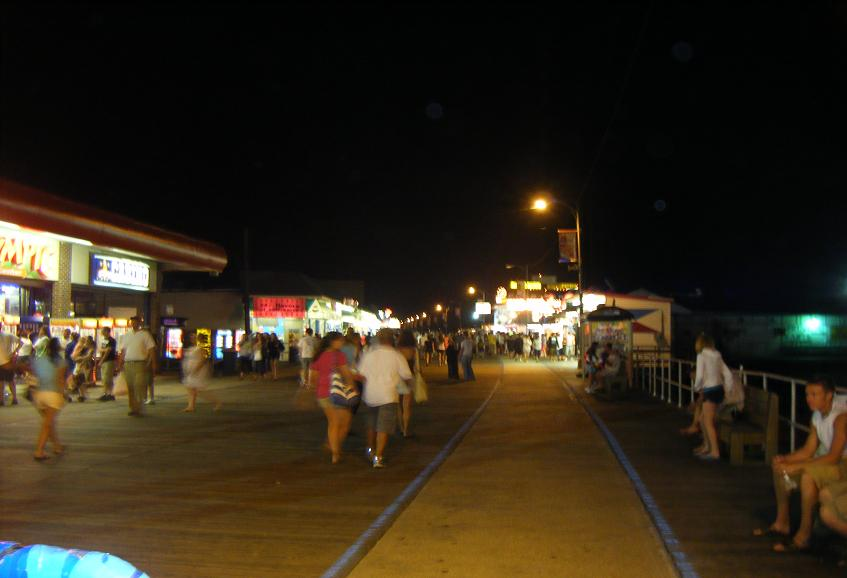
Secteur piéton à North Wildwood de nuit
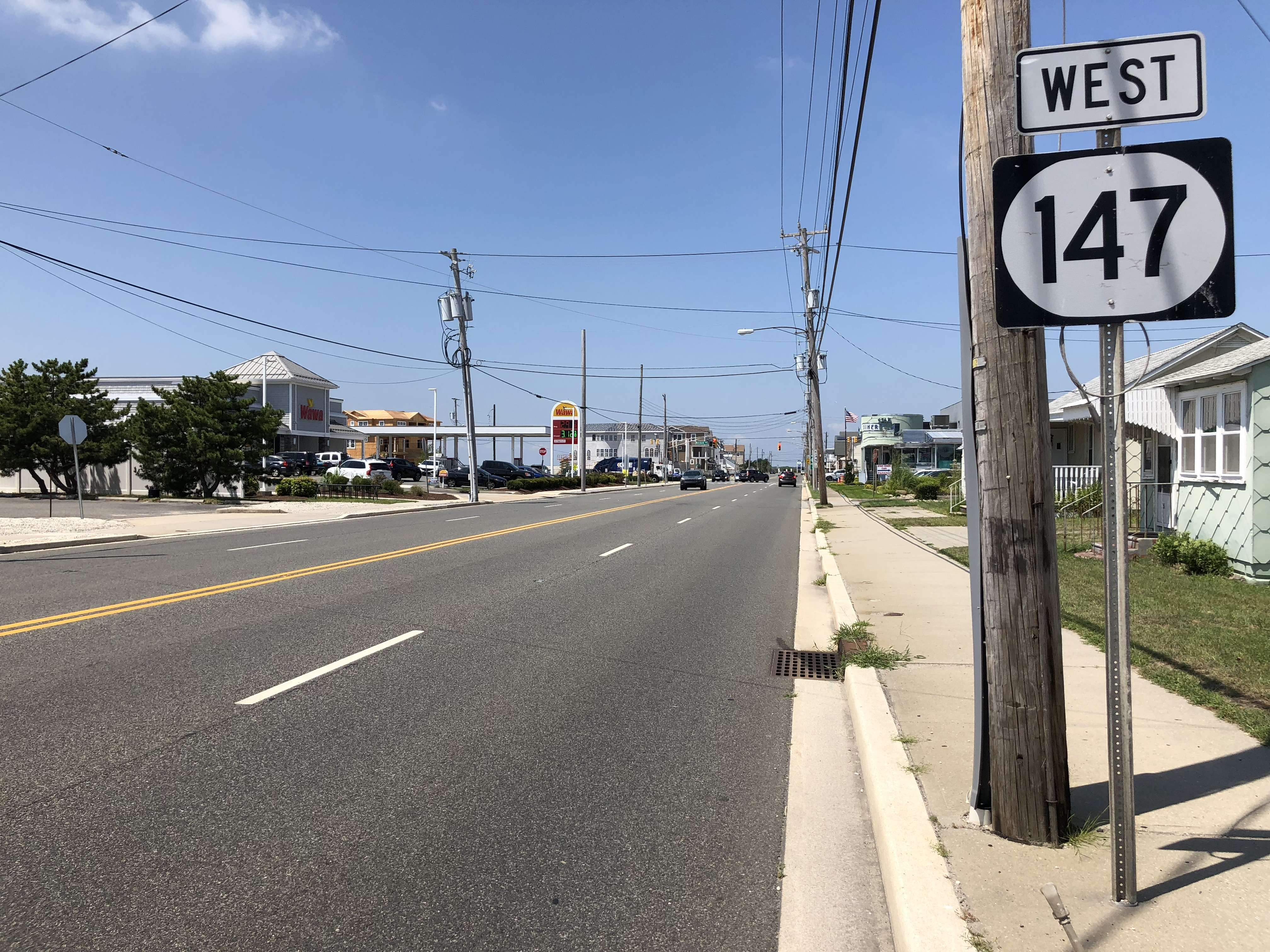
La route 147 à North Wildwood